# Litoria lesueurii
Litoria lesueurii är en groddjursart som först beskrevs av Duméril och Gabriel Bibron 1841.  Litoria lesueurii ingår i släktet Litoria och familjen lövgrodor. IUCN kategoriserar arten globalt som livskraftig. Inga underarter finns listade i Catalogue of Life.